# Eric Bischoff
Eric Aaron Bischoff (Detroit (Michigan), 27 mei 1955) is een voormalig voorzitter van de vroegere worstelfederatie World Championship Wrestling (WCW), werkte voor World Wrestling Entertainment (WWE) als general manager van Monday Night Raw en van 2009 tot en met 2014 voor Total Nonstop Action Wrestling (TNA). Hij is tevens de auteur van het boek Controversy Creates Cash.

## Kampioenschappen en prestaties
- Pro Wrestling Illustrated
  - PWI Feud of the Year (1996) vs. Vince McMahon
  - PWI Feud of the Year (2002) vs. Stephanie McMahon

- World Championship Wrestling
  - WCW Hardcore Championship (1 keer)

- Wrestling Observer Newsletter awards
  - Best Non-Wrestler (2005)